# Józef Bojasiński
Józef Bojasiński (ur. 1875, zm. 1930) – polski historyk badacz dziejów XIX wieku. Absolwent Uniwersytetu Lwowskiego – uczeń Szymona Askenazego.

## Życiorys
W latach 1906–1918 wykładał historię Polski na Wydziale Humanistycznym Towarzystwa Kursów Naukowych w Warszawie.

## Wybrane publikacje
- Rządy tymczasowe w Królestwie Polskiem: maj – grudzień 1815, z przedm. Szymona Askenazego, Warszawa: z zapomogi Kasy im. J. Mianowskiego 1902.[2]
- Historja powszechna. Cz. 1, (Dla oddziału 5), Warszawa: Gebethner i Wolff 1922.[3]
- Mieszkania nawodne: tekst do obrazu Stefana Norblina,  Warszawa: Polska Składnica Pomocy Szk. "Otus" 1928.[4]
- Wiek XIV: klasztor: tekst do obrazu Stefana Norblina, Warszawa: Pol. Składnica Pomocy Szk. "Otus" 1928.[5]
- Wiek XVII: rynek Starego Miasta w Warszawie: (tekst do obrazu Stefana Norblina),  Warszawa: Polska Skł. Pomocy Szkolnych "Otus" 1927.[6]
- Wiek XIX: rządy rosyjskie w Kongresówce: tekst do obrazu Stefana Norblina, Warszawa: Pol. Składnica Pomocy Szk. "Otus" 1928.[7]